# Даниленко Дмитро Ігорович
Дмитро Ігорович Даниленко (нар. 24 червня 1999) — український спортсмен, веслувальник-байдарочник, Дворазовий Чемпіон світу, срібний призер чемпіонату Європи.Чемпіон Етапу Кубка Світу

## Кар'єра
У 2018 році Даниленко виграв бронзову медаль чемпіонату світу серед молоді у байдарці-четвірці на дистанції 500 метрів. Пізніше спортсмен деб'ютував на дорослому чемпіонаті світу. Дмитро виступив у складі екіпажу байдарки-четвірки на дистанції 500 метрів. Українці посіли у півфіналі восьме місце та не зуміли кваліфікуватися навіть у фінал В. 
Наступного року українець виграв бронзову медаль молодіжного чемпіонату Європи в байдарці-одиночці на дистанції 200 метрів. На чемпіонаті світу в Сегеді, що був кваліфікаційним на Олімпійські ігри 2020 року, Даниленко  переміг у Фіналі В у байдарці-одиночці на дистанції 200 метрів, посівши десяте місце серед усіх учасників. Окрім цього у складі байдарки-четвірки посів восьме місце у фіналі В та сімнадцяте місце серед усіх екіпажів. Цих результатів було недостатньо щоб отримати ліцензію.
2021 рік став найуспішнішим у кар'єрі спорсмена. На чемпіонаті Європи спортсмен виступив у складі екіпажів байдарки-двійки та четвірки на дистанції 500 метрів. У парі з Олегом Кухариком він поступився лише білоруському екіпажу, ставши срібним призером. Екіпаж байдарки-четвірки, у складі: Черноморов, Даниленко, Кухарик, Семикін пробився у фінал, де посів останнє дев'яте місце. Наступним змаганням для спортсмена став молодіжний чемпіонат Європи. Він зумів виграти срібну медаль у байдарці-одиночці на дистанції 200 метрів. У складі байдарки-четвірки (Даниленко, Смілка, Зайцев, Бистревський) на дистанції 500 метрів посів шосте місце. Але на молодіжному чемпіонаті світу, який відбувався у вересні, цей екіпаж зумів здобути перемогу.
18 вересня відбувся фінал чемпіонату світу в Копенгагені на дистанції 500 метрів у байдарках-четвірках. Український екіпаж у складі: Олег Кухарик, Дмитро Даниленко, Ігор Трунов та Іван Семикін здобув історичну перемогу на олімпійській дистанції.

## Найкращі результати

### Чемпіонати світу
- — Чемпіонат світу 2021 (Копенгаген, Данія) (байдарка-четвірка, 500 метрів)
- — Чемпіонат світу серед молоді 2021 (Монтемор-у-Велю, Португалія) (байдарка-четвірка, 500 метрів)
- — Чемпіонат світу серед молоді 2018 (Пловдив, Болгарія) (байдарка-четвірка, 500 метрів)

### Чемпіонати Європи
- — Чемпіонат Європи 2021 (Познань, Польща) (байдарка-двійка, 500 метрів)
- — Чемпіонат Європи серед молоді 2021 (Познань, Польща) (байдарка-одиночка, 200 метрів)
- — Чемпіонат Європи серед молоді 2019 (Рачице, Чехія) (байдарка-одиночка, 200 метрів)

### Кубки світу
- — Кубок світу 2022 (Познань, Польща)  (байдарка-четвірка, 500 метрів)
- — Кубок світу 2020 (Сегед, Угорщина) (байдарка-четвірка, 500 метрів)
- — Кубок світу 2022 (Рачице, Чехія)  (байдарка-четвірка, 500 метрів)
- — Кубок світу 2021 (Сегед, Угорщина) (байдарка-двійка, 500 метрів)

## Державні нагороди
- Медаль «За працю і звитягу» (7 вересня 2023) — За досягнення високих спортивних результатів на ІІІ Європейських іграх у м.Кракові (Республіка Польща), виявлені самовідданість та волю до перемоги, піднесення міжнародного авторитету України.[3]